# Errol O’Loughlin
Errol O’Loughlin (* 14. August 1984) ist ein Fußballspieler aus St. Kitts und Nevis, welcher meist als Mittelfeldspieler aufgestellt wird. Er steht in seinen Heimatland bei Conaree FC unter Vertrag und gehörte von 2006 bis 2017 regelmäßig zum Kader der Nationalmannschaft von St. Kitts und Nevis.

## Karriere
Unter Trainer Lenny Lake debütierte er am 20. September 2006 in der Nationalmannschaft von St. Kitts und Nevis beim 1:1-Unentschieden gegen Bermuda in der Qualifikation zur Karibikmeisterschaft. Sein erstes Tor in der Nationalmannschaft erzielte er am 24. März 2015 in der WM-Qualifikation. Beim 6:2 gegen Turks- und Caicosinseln erzielte er in der 85. Minute das zwischenzeitliche 5:2.